# Gouvernement Rattazzi I
Royaume d'Italie
Ricasoli I Farini
Le gouvernement Rattazzi I (Governo Rattazzi I, en italien) est le gouvernement du royaume d'Italie entre le 3 mars 1862 et le 8 décembre 1862, durant la VIIIe législature.

## Historique
Le gouvernement est formé en mars 1862, il est confronté à divers problèmes notamment l'Affaire Aspromonte.

## Composition
Composition du gouvernement
- Gauche historique
- Indépendants

### Président du conseil des ministres
Urbano Rattazzi

### Listes des ministres
- Ministre sans portefeuille : Enrico Poggi jusqu'au 31 mars 1862
- Ministre des affaires étrangères :
  - Urbano Rattazzi jusqu'au 31 mars 1862
  - Giacomo Durando après le 31 mars 1862
- Ministre de l'agriculture, de l'industrie et du commerce : Giocchino Napoleone Pepoli
- Ministre des finances : Quintino Sella
- Ministre de la justice :
  - Filippo Cordova jusqu'au 7 avril 1862
  - Raffaele Conforti après le 7 avril 1862
- Ministre de la guerre : Agostino Petitti Bagliani di Roreto
- Ministre de l'intérieur : Urbano Rattazzi après le 31 mars 1862
- Ministre du travail public : Agostino Depretis
- Ministre de la marine : Carlo Pellion di Persano
- Ministre de l'instruction publique : 
  - Pasquale Stanislao Mancini jusqu'au 31 mars 1862
  - Carlo Matteucci après le 31 mars 1862